# 弗拉丹·乔尔杰维奇
弗拉丹·乔尔杰维奇（羅馬化：Vladan Đorđević，1983年1月10日—），塞尔维亚男子排球运动员。他曾代表塞尔维亚国家队参加2004年夏季奥林匹克运动会排球比赛，获得第五名。